# Rio Corrente (Pedro II)
O rio Corrente é um curso de água do estado do Piauí, no Brasil. Faz parte da bacia hidrográfica do município de Pedro II, responsável pelo abastecimento de água na sede do município.

## Bacia hidrográfica
O rio Corrente nasce no sítio Revedor, no confrontes da Serra dos Matões, a uma altura de 720 metros de altitude. Conforme o processamento de dados realizados pelo governo brasileiro no século XX, a principal nascente do rio Corrente situava-se na localidade de Barro dos Lopes, na continuação do platô da serra dos Matões, com altitude de 730 metros.
Nas nascentes do rio Corrente, encontra-se o local destinado para a criação do Parque Estadual das Orquídeas.
É um dos importantes afluentes do Rio Longá.

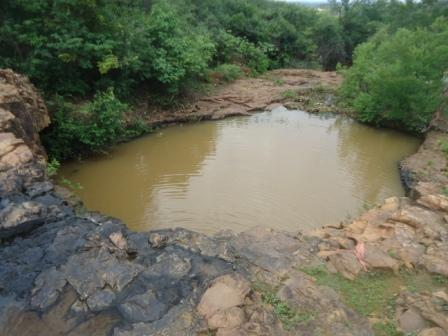
Nascentes do rio Corrente na serra dos Matês

A bacia abrange total ou parcialmente, os seguintes municípios piauienses: Pedro II, Milton Brandão, Piripiri, Capitão de Campos, Barras e Boa Hora.

## Curso

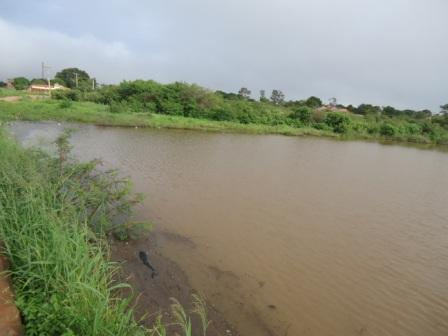
pequena barragem "O Cordeiro" construído no leito do rio Corrente em 1951

Após as nascentes, o leito do rio entra na zona urbana de Pedro II, recebendo vários barramentos de pequenas barragens, sendo ela a barragem Lauro Cordeiro (construída em 1951), barragem da Delegacia e do Pirapora (construídas em 1991) até o Açude Joana (inaugurada em 1994) que é o manancial que abastece a população urbana de Pedro II.
No seu curso, existem vários olhos d'água, a saber:
- Olho d'água Revedor - situada em uma propriedade rural após as cachoeiras da serra.
- Olho d'água do Mirante - situada dentro de uma propriedade rural, na fazenda Mirante do Revedor.
- Olho d'água Buritizinho - esse olho d'água é considerado uma das nascentes do Rio Corrente por está situada no confrontes da Serra dos Matões.
- Olho d'água Bananeira - situada na sede urbana de Pedro II, suas águas drenam em direção ao Açude Joana.
- Olho d'água Pirapora - famoso olho d'água que está situada ao lado do centro da cidade, é uma unidade de conservação municipal criada por decreto nº 129, de 05 de junho de 2001 pelo então prefeito Walmir Café.

## Comunidade e o rio
Em março de 2014, membros da sociedade civil organizada montaram uma expedição mapear os impactos ambientais do leito do rio Corrente, desde suas nascentes até o Açude Joana. A expedição foi dividida em três partes, culminando na elaboração de um Relatório de Impactos Ambientais que foi entregues às autoridades.
Em janeiro de 2016, quase dois anos após a expedição feita no rio Corrente, pessoas da comunidade como estudantes, professores, autônomos, profissionais liberais se reúnem e lançam um movimento denominado S.O.S Rio Corrente de Pedro II e cria uma Fanpage no Facebook para chamar atenção da comunidade e das autoridades sobre  a degradação que está acontecendo cotidianamente no rio Corrente.

## Estudos e pesquisas
Dezenas de estudos e pesquisas foram feitas sobre o Rio Corrente:
- "Avaliação da Mutagenicidade das Águas do Rio Corrente, que sofre influências de diferentes atividades antropogênicas" realizada pelo professor Nelson Jorge, biólogo da Faculdade Santo Agostinho[4].
- "Diagnóstico do Impacto Ambiental causado pelas propriedades rurais às nascentes do Rio Corrente de Pedro II", trabalho de conclusão do curso de meio ambiente no IFPI de Helio Ulisses.